# Temetni veszélyes (regény)
A Temetni veszélyes (eredeti címén After the Funeral) Agatha Christie 1953-ban megjelent regénye.

## A regény szereplői
- Hercule Poirot
- Mr. Entwhistle
- Morton felügyelő
- Mr. Goby, a hírszerző
- Richard Abernethie
- Cora Lansquenet
- Miss Gilchrist
- Helen, Leo Abernethie özvegye
- Timothy Abernethie
- Maude, Timothy felesége
- George Crossfield, Laura fia
- Rosamund, Geraldine lánya
- Michael Shane, Rosamund férje
- Susan, Gordon lánya
- Gregory Banks, Susan férje
- Lanscombe, a komornyik
- Janet, a szobalány
- Marjorie, a szakácsnő
- Mrs. Jones, Timothyék bejárónője

## Történet
Richard Abernethie, a családi vállalkozás gazdag tulajdonosa, beteg; majd az egyik nap hirtelen meghal, melyen a kezelőorvosa is megdöbben. A hét testvérből már csak kettő maradt: Cora és Timothy. A temetésen természetesen a legtöbb családtag megjelenik: az özvegy Cora Lansquenet; Maude, Timothy felesége; Helen, az elhunyt Leo felesége; majd a másik testvér, Gordon leánya, Susan és férje: Gregory Banks; Geraldine lánya: Rosamund és férje, Michael Shane; ezenkívül Laura fia: George Crossfield; valamint Entwhistle úr, Richard ügyvédje és régi barátja (a hipochonder Timothy, rossz állapotára hivatkozva, nem tudott megjelenni).
Mindenki nagyon sajnálja szegény öreg Richard bácsit, de tény, hogy az örökség – amelyet a megmaradt családtagok között osztott fel, miután fia, Mortimer meghalt – mindenkinek jól jön. Majd mikor az ügyvéd felolvassa a végrendeletet, a húg, Cora – aki mindig kikottyantja azt, amit nem kellene – megkérdi az elhunyttal kapcsolatban: "Hiszen meggyilkolták, nem?". A családtagok pedig értetlenül bámulnak rá, nem értik, miért mondta ezt; ő pedig összezavarodik, s megemlíti, hogy ő úgy gondolta, hogy abból, amit Richard mondott… – de részleteket nem árul el.
Cora pedig különösebb jelentőséget nem tulajdonítva az elszólásnak, boldogan tervezi jövőjét, miután pénzhez jutott. Az elhangzott kérdés azonban a többieket cseppet sem hagyja nyugodni, különösen Entwishtle urat.
A temetés másnapján pedig Cora gyilkosság áldozata lesz, méghozzá brutális gyilkosságé: egy baltával agyonverik, amint a szobájában pihen. A gyilkosság időpontjában Cora bejáró- és társalkodónője, Miss Gilchrist épp könyveket cserélt. Mindenki értetlenül áll a történtek előtt. A rendőrség – Morton felügyelő vezetésével – azonnal nyomozásba kezd, hogy kiderítse, a gyilkosság egy elmeháborodott csavargó műve csupán vagy előre megfontolt szándékú. Entwhistle úr, aki szerint ez egyáltalán nem lehet véletlen, felkeresi a hozzátartozókat, hogy puhatolózzon, s Miss Gilchristtől megtudja, hogy Richard halála előtt Coránál és Timothynál is járt.
Cora végrendeletéből kiderül, hogy mindenét unokahúgára, Susanra hagyta; így a hölgy hamarosan le is utazik Lytchett St. Marybe, hogy szemrevételezze a vagyont. Az ügyvéd úrhoz hasonlóan ő is megtudja, hogy Richard meglátogatta húgát; s megkérdi a bejárónőt, hogy nem hallott-, vagy tudott-e meg valamit, de a hölgy ezt határozottan visszautasítja, mondván, hogy ő nem szokott hallgatózni. Hamarosan pedig megjelenik egy Mr. Guthrie nevű műkritikus, aki állítása szerint azért érkezett a faluba, hogy barátja, Cora kérésének eleget tegyen: értékelje az asszony régebben elhunyt férjének, Pierre-nek, illetve magának Corának a festményeit. Az úr érkezésével egyidőben pedig érkezik egy lakodalmi tortaszelet is, amit Miss Gilchristnek küldtek a rokonai; s bár a bejárónő nem tudja biztosan azonosítani őket, a torta ízlik neki. Susan pedig az éjszaka nyögésekre lesz figyelmes, s a hangok forrása Miss Gilchrist, aki nagyon rossz állapotban van. A doktor megérkezése után azonnal kórházba szállítják, s éppen hogy, de túléli a hölgy. A sütemény maradékában pedig arzént fedeznek fel.
Felépülése után Gilchrist kisasszony természetesen egy percig sem kíván maradni Lytchett St. Maryben, így Susan ötletére Timothyhoz és Maude-hoz szegődik.
Entwhistle úr pedig, aki szeretné tudni az igazságot, úgy dönt, hogy felkeresi egyik barátját, Hercule Poirot-t; s megkéri, legyen segítségére az ügy kiderítésében.

## Poirot nyomoz
Bár a belga nyomozó már visszavonult, barátja kérésére kézbe veszi az ügyet, mégpedig egy menekülteket támogató szervezet tagjának adja ki magát. A híres, ámbár visszavonult hírszerző, Goby úr Poirot kérésére bizalmas információkat szolgáltat a detektívnek. Mivel tudomására jut, hogy a hozzátartozók a vidéki kastélyt, a család székhelyét el akarják adni, a családtagokat megkéri, jöjjenek néhány napra a házba; hogyha valakinek megtetszene még néhány csecsebecse, hazaviheti, mielőtt az ő szervezete megvenné.
Poirot hamarosan kideríti, hogy a kérdéses napon sokan nem ott tartózkodtak, ahol állították, Helennek pedig beugrik egy gyanús részlet; de épp mikor telefonon közölni akarja az ügyvéd úrral, fejbe vágják.

## Megoldás
Hercule Poirot kedvenc módszerével, a beszélgetéssel hamarosan kibogozza a rejtélyt, s rájön Helen titkára is, aki túlélte a sérülést.
Feltárja, hogy ami gyanús volt Helennek, az a tény, hogy a hölgy emlékezete szerint Cora a fejét mindig jobb oldalra billentette – ez Lansquenet-né egyik szokása volt. A temetésen azonban bal oldalra billentette. Ez Helennek a tükrében tűnt fel. Ebből a belga arra következtet, hogy a valódi Cora nem volt jelen a temetésen, hanem helyette egy másik személy vette fel a szerepét, maga a gyilkos. Ugyanakkor Richard csakugyan természetes halállal halt meg (Susan férje, Gregory azt állította, hogy ő ölte meg az öregurat; de kiderült, hogy ez nála egy betegség), a gyilkosnak az volt a célja, hogy a végrendelet felolvasásakor kikottyantott mondattal felhívja a másik halálra a figyelmet. De elkövetett egy hibát, aminek felismerése hozzásegítette Poirot-t a megfejtéshez: a gyilkos megemlítette, hogy az egyik szobában álló ki malachitasztalka nagyon jól hat a viaszvirágokkal; csakhogy az ideérkezésekor a virágok nem voltak az asztalon, s ő maga pedig nem járt itt korábban.
Mert a gyilkos Cora bejárónője, Miss Gilchrist volt. Az arzénmérgezést azért találta ki, hogy őt ne lehessen gyanúsítani, de mindent úgy tervezett meg, hogy ne haljon meg. A gyilkosságot pedig azért követte el, mert neki volt régebben egy teázója, amely azonban bezárt a háború alatt. Ez a teázó a rögeszméjévé vált, és újra meg akarta nyitni. Cora gyakran vásárolt kevés pénzért festményeket az aukciókon, s egyszer egy valódi Vermeerre is szert tett (amit Poirot-nak vizsgált meg Guthrie úr). Gilchrist kisasszony ezt tudta, Cora azonban nem. És a bejárónő a kép árából kívánta ismét megnyitni a teázót – de Poirot megakadályozta ebben.

## Magyarul
- Temetni veszélyes; ford. Kovács György; Európa, Bp., 1958 (Bűnügyi sorozat)
- Temetni veszélyes; ford. Gy. Horváth László, Helikon, Bp., 2018

## Filmfeldolgozások
A regény alapján 1963-ban, Margaret Rutherford (Miss Marple), 2006-ban David Suchet (Hercule Poirot) főszereplésével készült film.